# Dụ (họ)
Dụ là một họ của người Trung Quốc (chữ Hán: 喻, Bính âm: Yù). Trong danh sách Bách gia tính họ này đứng thứ 36.

## Người Trung Quốc họ Dụ nổi tiếng
- Dụ Hạo, kiến trúc sư đầu đời Bắc Tống
- Dụ Xương, nhà y học cuối đời nhà Minh
- Dụ Bồi Luân, nhà cách mạng Trung Quốc đầu thế kỷ 20
- Dụ Ngôn, ca sĩ thần tượng nhóm nhạc The 9.